# Bengt Gustavsson
Bengt Olov Emanuel «Julle» Gustavsson (Ringarum, Suecia, 13 de enero de 1928-Norrköping, Suecia, 16 de febrero de 2017) fue un jugador y entrenador de fútbol sueco. En su etapa como jugador profesional se desempeñaba como defensa. Fue miembro de la legendaria selección sueca que llegó a la final de la Copa del Mundo de 1958, siendo derrotada por el Brasil de Pelé, Didí, Vavá, Zagallo, Garrincha, Altafini y compañía por 5 goles a 2. También fue el último sobreviviente del seleccionado que ganó la medalla de bronce en los Juegos Olímpicos de 1952. Ganó tres veces la Allsvenskan con el IFK Norrköping. Como entrenador, llevó al Åtvidabergs FF a su era dorada a principios de la década de 1970.

## Carrera
Bengt comenzó jugando con el equipo local de Gusum y en 1947 se unió al club dominante a nivel nacional, el IFK Norrköping. Al final de la gran era del entrenador húngaro Lajos Czeizler, Gustavsson fue elegido para reemplazar en el mediocampo a Gunnar Nordahl, después que este fuera transferido al AC Milan en 1949. En su primer partido contra el AIK, anotó tres goles, pero el entrenador austríaco Karl Adamek, quien estaba en el cargo desde 1950, cambió su posición a defensor, donde sería excelente. En esos años, Norrköping ganó el campeonato sueco de los años 1948, 1952 y 1956, y también alcanzó la final de la copa en 1953.
Debutó con la selección sueca en octubre de 1951, en la derrota ante Dinamarca en Copenhague por el último partido del Campeonato nórdico de fútbol 1948-51, competición en la que Suecia nunca finalizó como ganador. Al año siguiente, participó con el equipo nacional de fútbol en los Juegos Olímpicos de Helsinki 1952. Después de perder en semifinales por 6-0 contra el equipo húngaro, que ganaría posteriormente la medalla de oro, Suecia ganó la medalla de bronce, cuando ganó el tercer lugar al vencer por 2-0 a Alemania Federal. En 1953, Gustavsson fue ganador de la Guldbollen, premio que reconoce al mejor futbolista sueco del año.
En 1956, Gustavsson se unió al Atalanta BC de la primera división italiana. Desde su inicio jugó como líbero, siendo muy eficaz en la defensa. En 1958, Atalanta descendió a la segunda división, pero regresó a la Serie A en la temporada siguiente bajo la conducción técnica de Karl Adamek, quien estuvo a cargo del equipo por un año.
En 1958, formó parte del equipo nacional sueco de la Copa Mundial de Fútbol de 1958, donde Suecia fue el país anfitrión, y fue parte de la alineación habitual junto a Gunnar Nordahl, Nils Liedholm y Gunnar Gren, quienes también dejaron huella en Italia. Perdieron la final ante Brasil por 5-2, quedando como subcampeones, que ha sido el mejor resultado obtenido por Suecia en la Copa del Mundo.
Después de la temporada 1960-61, regresó a Suecia y se unió al Åtvidabergs FF, equipo de la segunda división. En junio de 1963, jugó su 57.º y último partido con la selección sueca, en el marco de la clasificación para la Eurocopa 1964 contra Yugoslavia en Belgrado, el cual terminó empatado sin goles. En 1964 fue jugador-entrenador del Åtvidabergs FF. Finalizó su carrera como jugador en 1965, pero permaneció como entrenador del club del sur de Suecia.
En 1967, regresó al Åtvidabergs FF a la primera división sueca, la Allsvenskan, tras su descenso en la temporada 1951-52. Este fue el inicio de la era dorada del club. Permaneció como entrenador del equipo hasta 1970, cuando derrotaron al Sandvikens IF por 2-0 en la final de la Copa de Suecia disputada en Upsala, ganando el primer título nacional del club. Hasta 1973 ganó tres títulos más. Jugadores como Conny Torstensson y Benno Magnusson son considerados como los mejores integrantes del equipo dirigido por Gustavsoon en su paso por el Åtvidabergs FF.
Fue, por un breve periodo, entrenador de la selección juvenil de Suecia entre 1971 y 1972. También fue entrenador del Östers IF (1973-1974), IFK Norrköping (1975-1978 y 1985 como asistente), Hammarby IF (1979-1981) e IK Sleipner (1982-1983), que descendió a la tercera división en 1982.

## Selección nacional
Fue internacional con la selección sueca en 57 ocasiones.

### Participaciones en Copas del Mundo
| Mundial                        | Sede   | Resultado  | Partidos | Goles |
| ------------------------------ | ------ | ---------- | -------- | ----- |
| Copa Mundial de Fútbol de 1958 | Suecia | Subcampeón | 6        | 0     |

### Participaciones en Juegos Olímpicos
| Olimpiada                         | Sede      | Resultado    | Partidos | Goles |
| --------------------------------- | --------- | ------------ | -------- | ----- |
| Juegos Olímpicos de Helsinki 1952 | Finlandia | Tercer lugar | 4        | 0     |

## Equipos

### Como jugador
| Equipo         | País   | Año       |
| -------------- | ------ | --------- |
| IFK Norrköping | Suecia | 1947-1956 |
| Atalanta       | Italia | 1956-1961 |
| Åtvidabergs FF | Suecia | 1961-1965 |

### Como entrenador
| Equipo                       | País   | Año       |
| ---------------------------- | ------ | --------- |
| Åtvidabergs FF               | Suecia | 1964-1970 |
| Selección nacional (juvenil) | Suecia | 1971-1972 |
| Östers IF                    | Suecia | 1973-1974 |
| IFK Norrköping               | Suecia | 1975-1978 |
| Hammarby IF                  | Suecia | 1979-1981 |
| IK Sleipner                  | Suecia | 1982-1983 |
| IFK Norrköping (asistente)   | Suecia | 1985      |

## Palmarés

### Como jugador

#### Campeonatos nacionales
| Título      | Equipo         | País   | Año  |
| ----------- | -------------- | ------ | ---- |
| Allsvenskan | IFK Norrköping | Suecia | 1948 |
| Allsvenskan | IFK Norrköping | Suecia | 1952 |
| Allsvenskan | IFK Norrköping | Suecia | 1956 |
| Serie B     | Atalanta       | Italia | 1959 |

#### Distinciones individuales
| Distinción | Año  |
| ---------- | ---- |
| Guldbollen | 1953 |

### Como entrenador
| Título                      | Equipo         | País   | Año  |
| --------------------------- | -------------- | ------ | ---- |
| División 2 (Norra Götaland) | Åtvidabergs FF | Suecia | 1967 |
| Copa de Suecia              | Åtvidabergs FF | Suecia | 1970 |